# Sidhpur

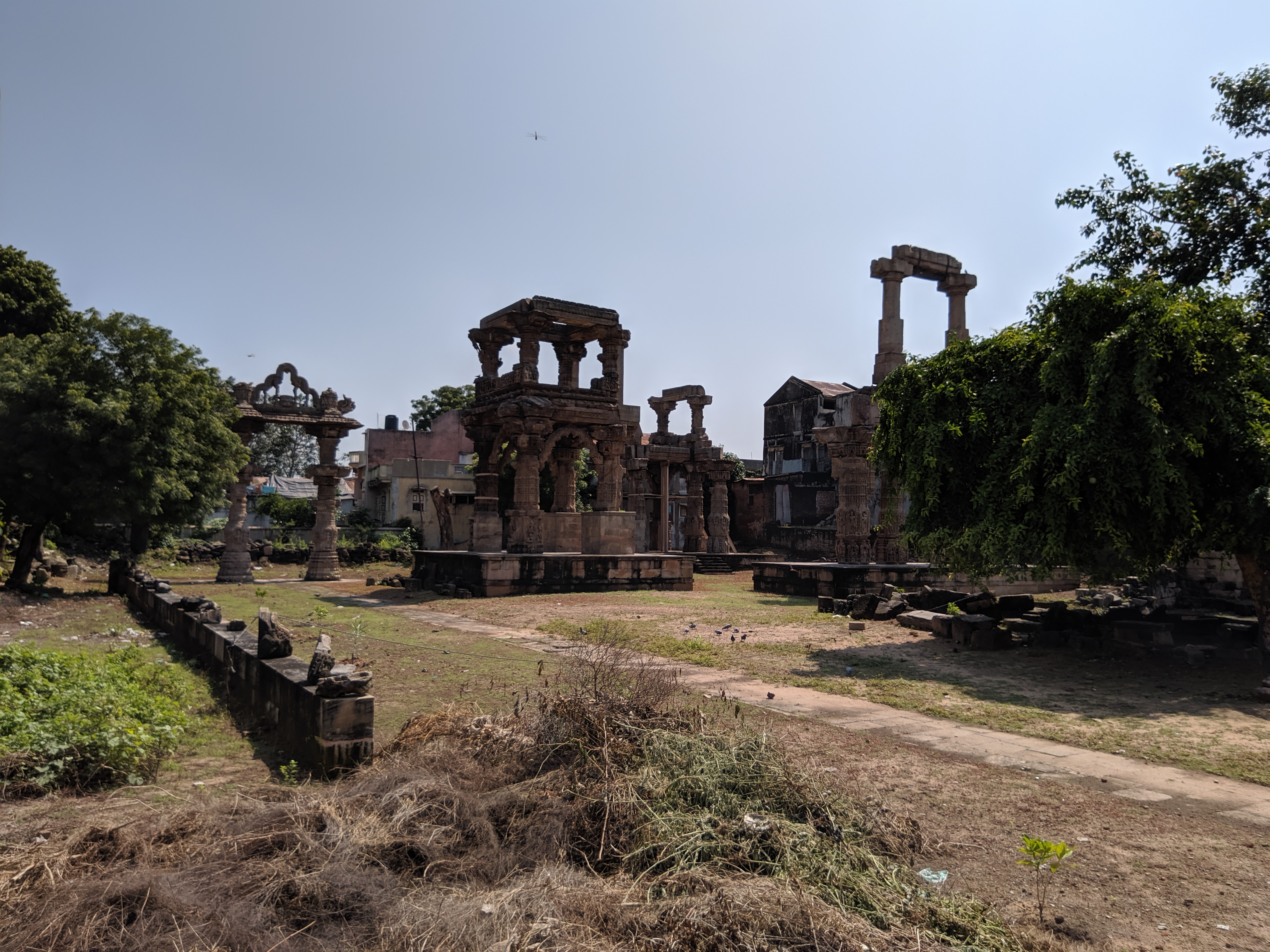
Ruinen des Rudra-Mahalaya-Tempels

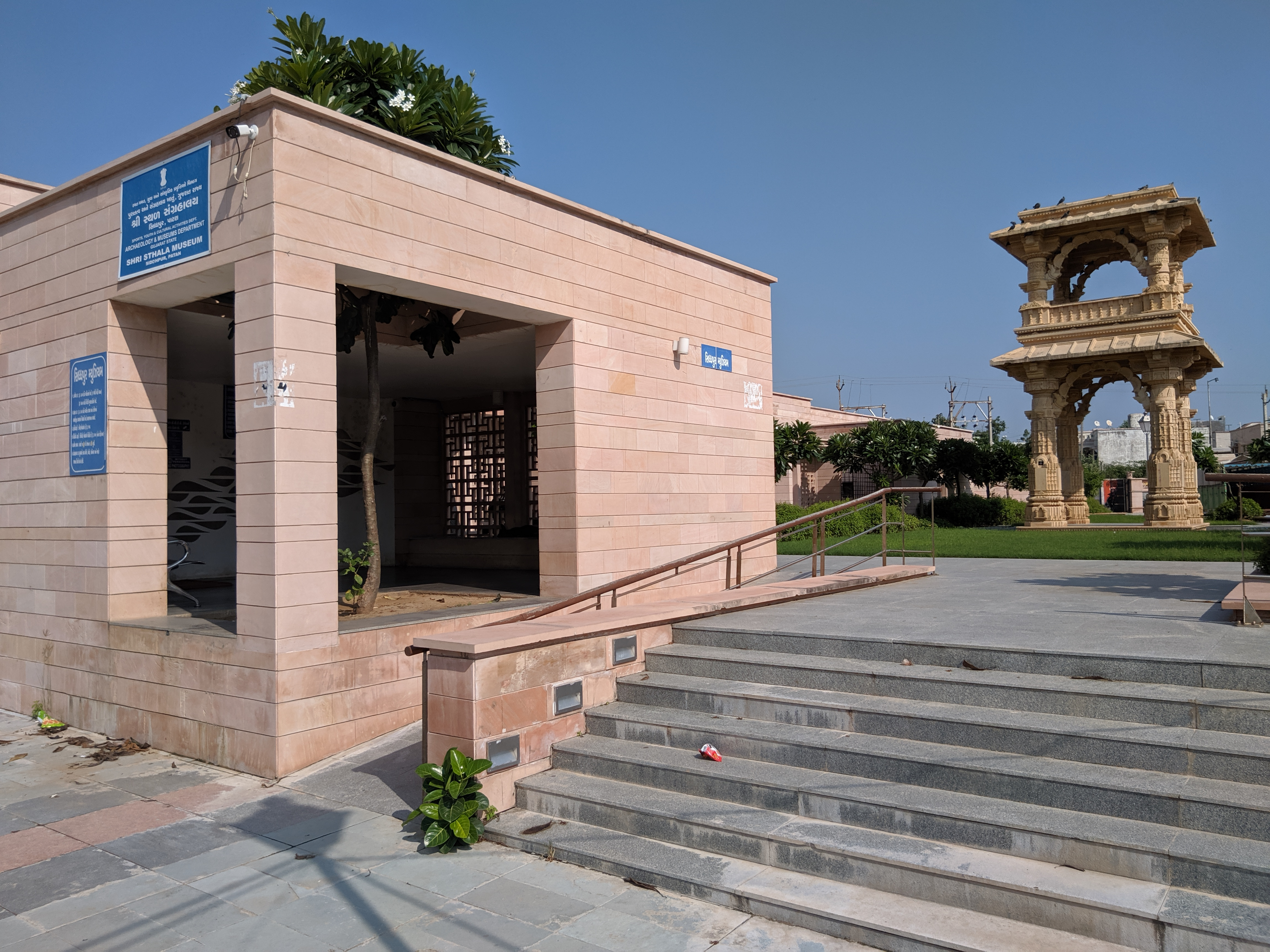
Sidhpur-Museum

Sidhpur (manchmal auch Siddh(a)pur) ist eine historisch bedeutsame Stadt (Municipality) im Distrikt Patan im Norden des indischen Bundesstaat Gujarat.

## Lage und Klima
Sidhpur liegt am zu einem kleinen See gestauten Fluss Saraswati in einer Höhe von ca. 130 m und etwa 31 km nordöstlich von Patan bzw. 115 km nördlich von Ahmedabad. Das Klima ist warm; der spärliche Regen (ca. 250 mm/Jahr) fällt nahezu ausschließlich während der sommerlichen Monsunzeit.

## Bevölkerung
Die Bevölkerung besteht fast hauptsächlich aus Hindus (ca. 75 %) und Moslems (ca. 24,5 %); hinzu kommt ein geringer Anteil anderer Religionen (ca. 0,5 %). Wie bei Volkszählungen im Norden Indiens üblich, übersteigt der Anteil der männlichen Einwohner den der weiblichen um etwa 10 %.

## Wirtschaft
Die Stadt ist ein Wirtschaftszentrum für die zahlreichen Dörfer des Verwaltungsbezirks (taluka); es dominieren Kleinhandel, Handwerk und kleinere Dienstleistungsbetriebe.

## Geschichte
Der alte Name des Ortes lautete Sristhal. Im Jahr 943 geriet der Ort unter die Oberherrschaft der Solanki-Dynastie, deren erster Herrscher Mularaja (reg. ca. 941–996) zwei Jahre nach seinem Amtsantritt den Bau des Rudra-Mahalaya-Tempels befahl, der jedoch erst unter seinem 5. Nachfolger Jayasimha Siddharaja I. (reg. ca. 1093–1143) geweiht wurde. Die Hauptstadt der Solanki war damals Patan, das – wie auch Sidhpur – zu Beginn des 13. Jahrhunderts von den Truppen des Begründers des Sultanats von Delhi, Qutb-ud-Din Aibak, verwüstet wurde. Im 17./18. Jahrhundert gewann die Stadt an Bedeutung für den Karawanenhandel Richtung Vadodara (früher Baroda), Surat und Mumbai.

## Sehenswürdigkeiten
- Die Ruinen des Rudra Mahalaya-Tempels zeugen von der einstigen Bedeutung der Stadt. Die Feinheit der Steinbearbeitung unter den Solanki ist selbst für indische Verhältnisse herausragend.
- Die Stadt ist auch bekannt für ihre in Reihe angeordneten Kaufmannshäuser (havelis).[2]
- Der Bindu Sarovar ist ein von mehreren Hindu-Tempeln umgebener komplett restaurierter Tempelteich bzw. Stufenbrunnen in der Nähe des Sarasvati-Flusses.[3]
- In der Nähe des Bindu Sarovar befindet sich das kleine Shri Sthala Museum.
- Die Stadt ist auch bekannt für ihre in Reihe angeordneten Kaufmannshäuser (havelis).[4]
- Der etwa 20 m hohe Mohammedally-Tower ist ein britisch inspirierter Uhrturm aus den Jahren 1914/15.